# Епархия Руспы
Епархия Руспы (лат. Dioecesis Ruspensis) — титулярная епархия Римско-Католической церкви.

## История
Город Руспа находился в римской провинции Африка и сегодня отождествляется с раскопками Henchir-Sbia на территории современного Туниса. Руспа была местом античной христианской епископской кафедры. Епархия Руспа известная своим епископом Фабием Фульгенцием, который в Римско-Католической церкви считается учителем церкви.
С 1757 года епархия Руспы является титулярной епархией Римско-Католической церкви.

## Епископы
- епископ Секунд (упоминается в 411 году);
- епископ Стефан (упоминается в 484 году);
- епископ святой Фабий Фульгенций (508 — 1.01.533);
- епископ Фелициан (упоминается в 534 году);
- епископ Юлиан (упоминается в 646 году).

## Титулярные епископы
- епископ Vincenzo de Via (19.12.1757 — 31.01.1762) — назначен епископом Тиноса и Миконоса;
- епископ Manuel Obellar (29.01.1778 — 7.09.1789);
- епископ Gregorius de Varess (30.09.1796 — ?);
- епископ Edward Bede Slater (18.06.1818 — 15.07.1832);
- епископ Romualdo Jimeno Ballesteros (2.08.1839 — 19.01.1846) — назначен епископом Себу;
- епископ Spiridion-Salvatore-Costantino Buhadgiar (8.08.1884 — 10.08.1891);
- епископ Spiridion Poloméni (27.02.1892 — 12.09.1930);
- епископ Joseph Louis Aldée Desmarais (30.01.1931 — 22.06.1939) — назначен епископом Эймоса;
- епископ Фома Тянь Гэнсинь (11.07.1939 — 18.02.1946) — назначен кардиналом-священником Санта-Мария-ин-Виа;
- епископ Joseph Carroll McCormick (11.01.1947 — 25.06.1960) — назначен епископом Алтуны-Джонстауна;
- епископ David Monas Maloney (5.11.1960 — 2.12.1967) — назначен епископом Уичито;
- епископ Horacio Arturo Gómez Dávila (3.07.1968 — 15.09.1974);
- епископ Enzo Ceccarelli Catraro (5.10.1974 — 15.11.1998);
- епископ Vlado Košić (29.12.1998 — 5.12.2009) — назначен епископом Сисака;
- епископ Rafael Biernaski (10.02.2010 — по настоящее время).

## Источник
- Pius Bonifacius Gams, Series episcoporum Ecclesiae Catholicae, Leipzig 1931, стр. 468  (лат.)
- Stefano Antonio Morcelli, Africa christiana, Volume I, Brescia 1816, стр. 265—266  (лат.)
- J. Mesnage, L’Afrique chrétienne, Paris 1912, стр. 140—141  (фр.)